# Монастир Матері Божої Неустанної Помочі (Тернопіль)
Монастир Матері Божої Неустанної Помочі в Тернополі (ЧНІ) — монастир Української греко-католицької церкви в м. Тернопіль.

## Історія
Монастир був утворений у 1991 році. Того ж року, 20 квітня, Глава УГКЦ Мирослав Любачівський освятив хрест на бульварі Данила Галицького, на місці майбутньої монастирської церкви. Спочатку парафіяни збудували тимчасову каплицю, де богослужіння проводили отці Редемптористи. Згодом поруч почалося будівництво храму Матері Божої Неустанної Помочі.
Проєктуванням та будівництвом храму займалися:
- Архітектор: Михайло Нетриб'як.
- Головний конструктор: Ігор Грігель.
- Інженер: Михайло Воробець.
- Виконроб: Зіновій Теслюк.
- Бригадир: Ілларій Зварич.

Монастир має єпархіальне право. 4 грудня 2000 року владика Михаїл Сабрига освятив престол, а 17 червня 2001 року новозбудований храм освятили владика Михаїл Вівчар та о. Михайло Волошин. Монастир був збудований у 2002 році і освячений владикою Глібом Лончиною.
При парафії діють численні спільноти та організації:
- Братство Матері Божої Неустанної Помочі.
- Спільноти «Матері в молитві» та «Віра і Світло».
- Марійська та Вівтарна дружини.
- Дитяча молитовна спільнота «Вервиця».
- Спільнота «Молодь святого Альфонса» та Біблійне коло «Альфа».

Духовний місійний центр Редемптористів проводить концерти, фестивалі та інші тематичні заходи. У храмі діють чотири хорових колективи: «Благословення», «Воскресіння», «Осанна» та «Родина».
Катехизацію на парафії проводить сестра Наталія Вус зі Згромадження Сестер Милосердя св. Він-кентія а Павльо.

## Настоятелі
- о. Михаїл Шевчишин (1992—1993),
- о. Стефан Федчишин (1993—1994),
- о. Василь Іванів (1994—1999),
- о. Петро Федюк (1999—2005),
- о. Володимир Вітовський (2005—2006),
- о. Іван Горбань (2006—2008),
- о. Стефан Федчишин (2008—2009),
- о. Василь Ліниця (з 2009).